# كويتيون أمريكيون
الكويتون الأمريكيون هم مجموعة عرقية من المواطنين أو المقيمين في الولايات المتحدة ذوي أصل كويتي أو أصل كويتي جزئي.

## التركيبة السكانية
هناك أكثر من 14000 طالب كويتي يدرسون في جامعات في الولايات المتحدة، ويرغب الكثير منهم في العودة إلى ديارهم بمجرد الانتهاء من دراستهم. أنشأ الطلاب الكويتيون مجموعات في مدن أو ولايات معينة. ولايات مثل كاليفورنيا (في مدن مثل فريسنو ) وأريزونا وكولورادو وفلوريدا وإلينوي وبنسلفانيا ووست فرجينيا بها عدد كبير من السكان الكويتيين.  يُعتقد أن التقديرات السكانية للكويتين في الولايات المتحدة صغيرة جدًا، ويرجع ذلك أساسًا إلى أن الكويت توفر للطلاب أكثر من مزايا الرعاية الاجتماعية الكافية، مما يلغي الحاجة للعيش والعمل في البلدان المتقدمة الأخرى.

## المنظمات
تدعم حكومة الكويت وغيرهم من الأفراد والمنظمات البارزة في الكويت الطلاب الكويتيين في الولايات المتحدة من خلال الاتحاد الوطني للطلاب الكويتيين NUKS.  هذه المنظمة، من بين أمور أخرى، تنظم وترعى أنشطة للطلاب من جميع أنحاء الولايات المتحدة، وترسل مخاوف ومشكلات الطلاب الكويتيين في الولايات المتحدة للسلطات الكويتية وتساعد الطلاب، وخاصة الطلاب الجدد، على التكيف مع الحياة الأمريكية. يصوت الطلاب من قبل ممثليه، وكثير منهم في نفس المكان. عادة ما يكون هناك حزبان يمكن للطلاب التصويت بينهما: الوحدة والمستقبل الطلابي. على الرغم من أن كلا الطرفين يعملان على إرسال أكبر عدد من الطلاب الكويتيين إلى الولايات المتحدة، فإن Student Future هو حزب محافظ يهدف إلى التعزيز، بين الطلاب، فكرة الحفاظ على الدين والتقاليد الكويتية، حتى أن يكون لديه مجلة خاصة، في حين أن United هو حزب ليبرالي يدعم اندماج الطلاب في المجتمع الأمريكي. 
الجمعية الكويتية الأمريكية هي مؤسسة الكويت الأمريكية (KAF)، التي تأسست في واشنطن العاصمة في عام 1991. الجمعية مستوحاة من القتال من أجل تحرير الكويت، الذي قامت به قوات التحالف في حرب الخليج. تعرب الجمعية عن امتنانها للمساعدة الأمريكية خلال حرب الخليج وتعزز العلاقات بين البلدين. ومع ذلك، فإن الجمعية مكرسة بشكل رئيسي في التعليم والتبادل الثقافي وبرامج للشباب والأشخاص المحرومين. 

## مشاهير
- دينا الصباح